# Strażnica WOP Trzebina
Strażnica Wojsk Ochrony Pogranicza Kunzendorf/Trzebina – zlikwidowany podstawowy pododdział Wojsk Ochrony Pogranicza pełniący służbę graniczną na granicy polsko-czechosłowackiej.

Strażnica Straży Granicznej w Trzebinie – zlikwidowana graniczna jednostka organizacyjna Straży Granicznej realizująca zadania bezpośrednio w ochronie granicy państwowej z Czechosłowacją/Republiką Czeską.

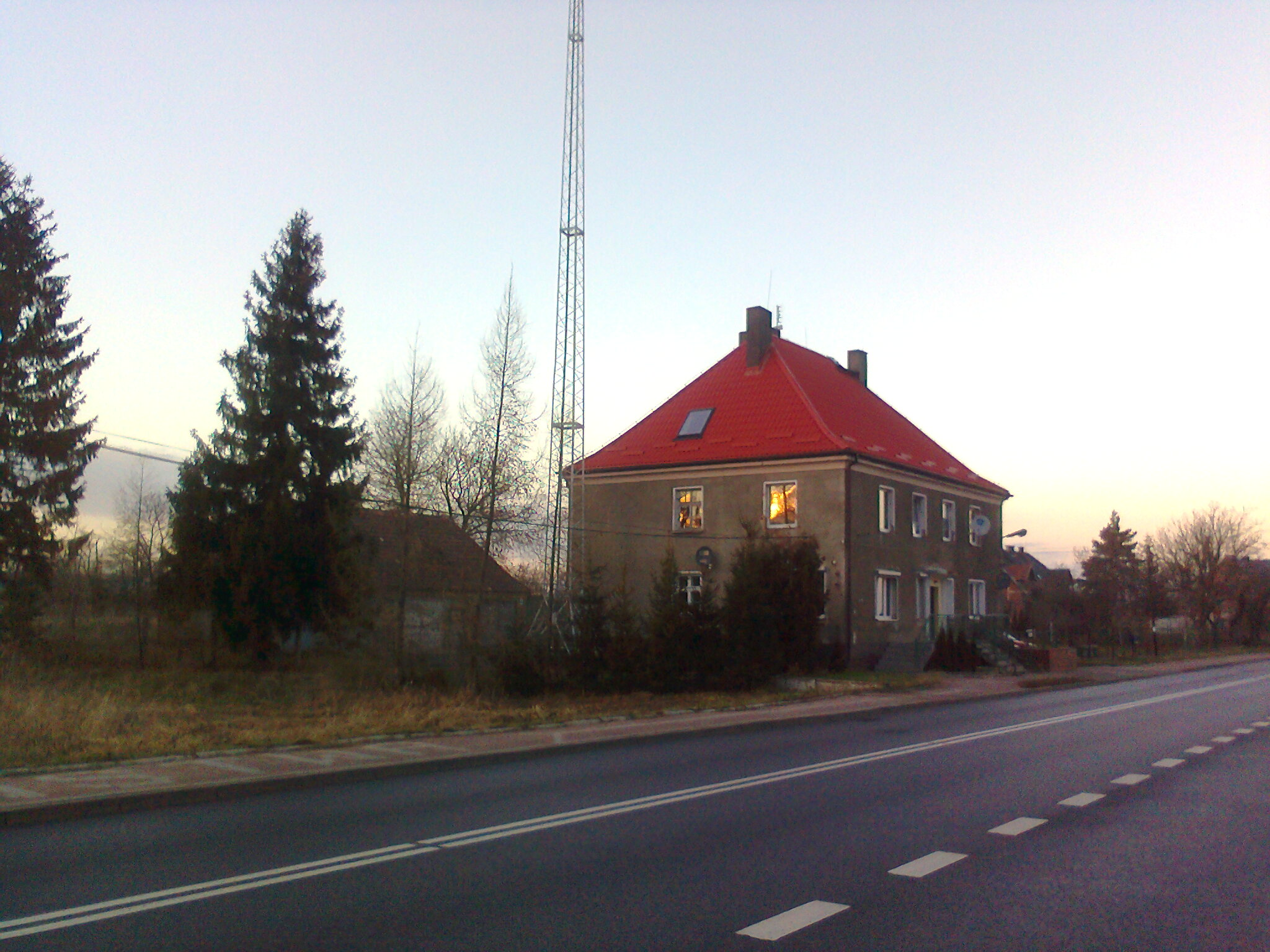
Główny budynek, widok od strony polskiej(grudzień 2013)

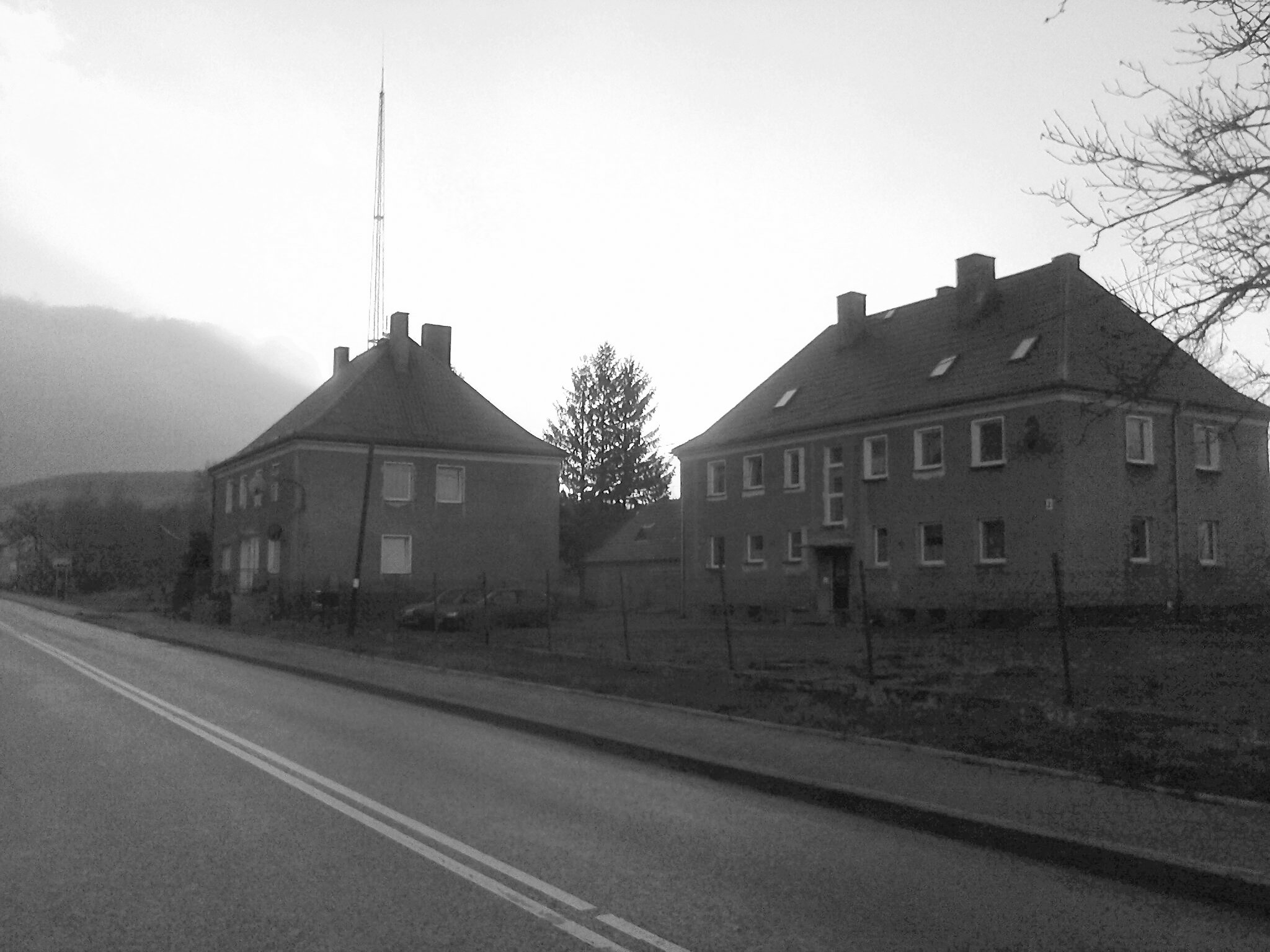
Główny budynek (po lewej) i blok kadry (po prawej), Widok od strony polskiej (grudzień 2013)

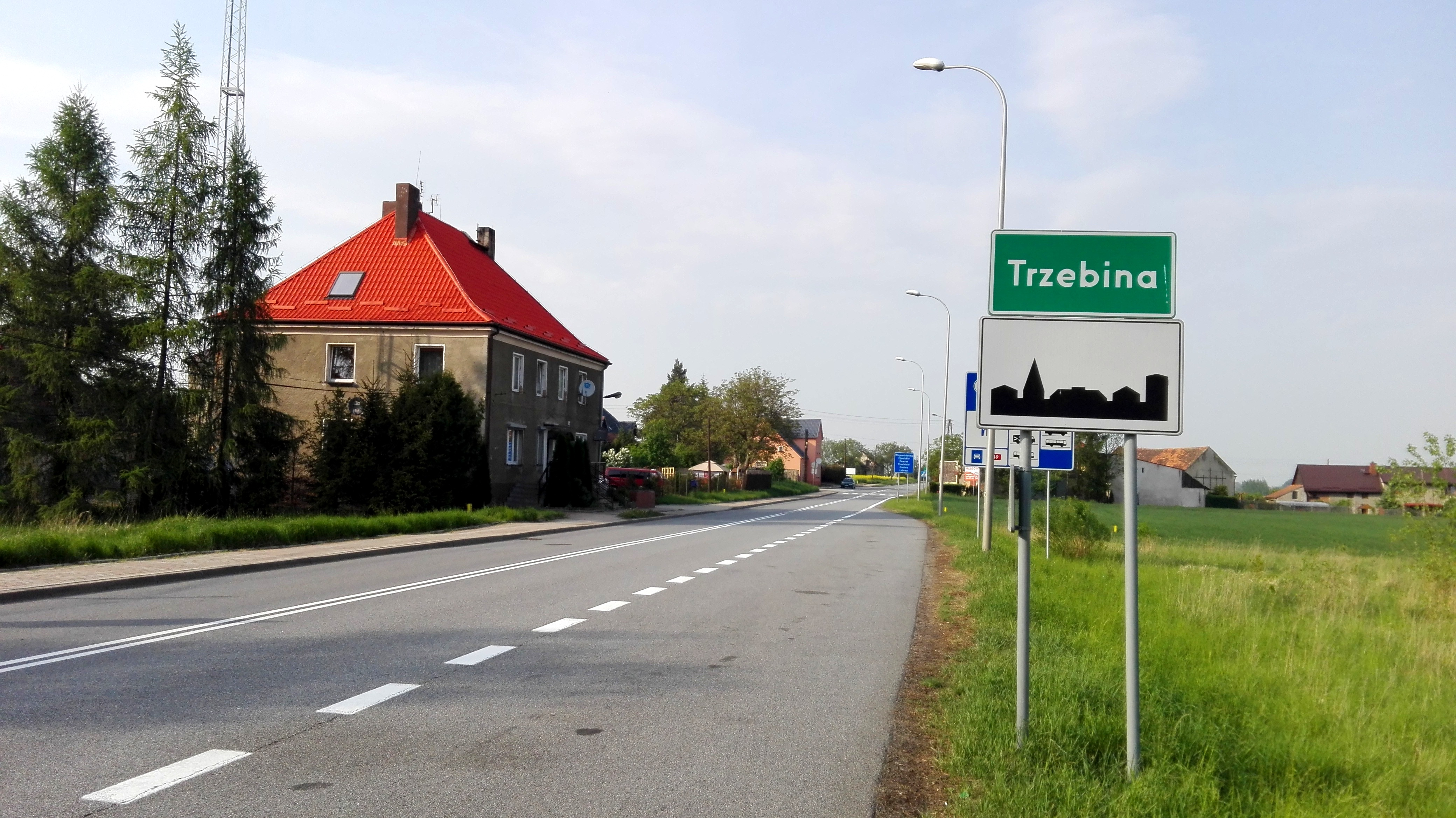
Główny budynek, widok od strony czeskiej (maj 2018)

## Formowanie i zmiany organizacyjne
Strażnica została sformowana w 1945 w strukturze 48 komendy odcinka Prudnik jako 222 strażnica WOP (Kunzendorf) o stanie 56 żołnierzy. Kierownictwo strażnicy stanowili: komendant strażnicy, zastępca komendanta do spraw polityczno-wychowawczych i zastępca do spraw zwiadu. Strażnica składała się z dwóch drużyn strzeleckich, drużyny fizylierów, drużyny łączności i gospodarczej. Etat przewidywał także instruktora do tresury psów służbowych oraz instruktora sanitarnego.
W związku z reorganizacją oddziałów WOP, 24 kwietnia 1948, strażnica została w struktury 71 batalionu Ochrony Pogranicza, a 1 stycznia 1951 45 batalionu WOP w Prudniku.
15 marca 1954 wprowadzono nową numerację strażnic, a strażnica WOP Trzebinia otrzymała nr 230 w skali kraju.
W 1956 rozpoczęto numerowanie strażnic na poziomie brygady. Strażnica I kategorii Trzebinia była 20 w 4 Brygadzie Wojsk Ochrony Pogranicza.
1 stycznia 1960 była jako 6 strażnica WOP III kategorii Trzebina.
1 stycznia 1964 była jako 7 strażnica WOP lądowa IV kategorii Trzebina.
W 1976 strażnica została rozformowana. W latach 1976–1989 w obiekt podlegał ośrodkowi szkolenia Górnośląskiej Brygady WOP w Prudniku, gdzie szkolono kandydatów do służby w Milicji Obywatelskiej, natomiast w okresach letnich zamieniony w ośrodek kolonijny Górnośląskiej Brygady WOP.
13 grudnia 1981 po wprowadzeniu stanu wojennego na terytorium kraju, brygada wykonywała zadania ochrony granicy państwowej i bezpieczeństwa państwa wynikające z dekretu o wprowadzeniu stanu wojennego.

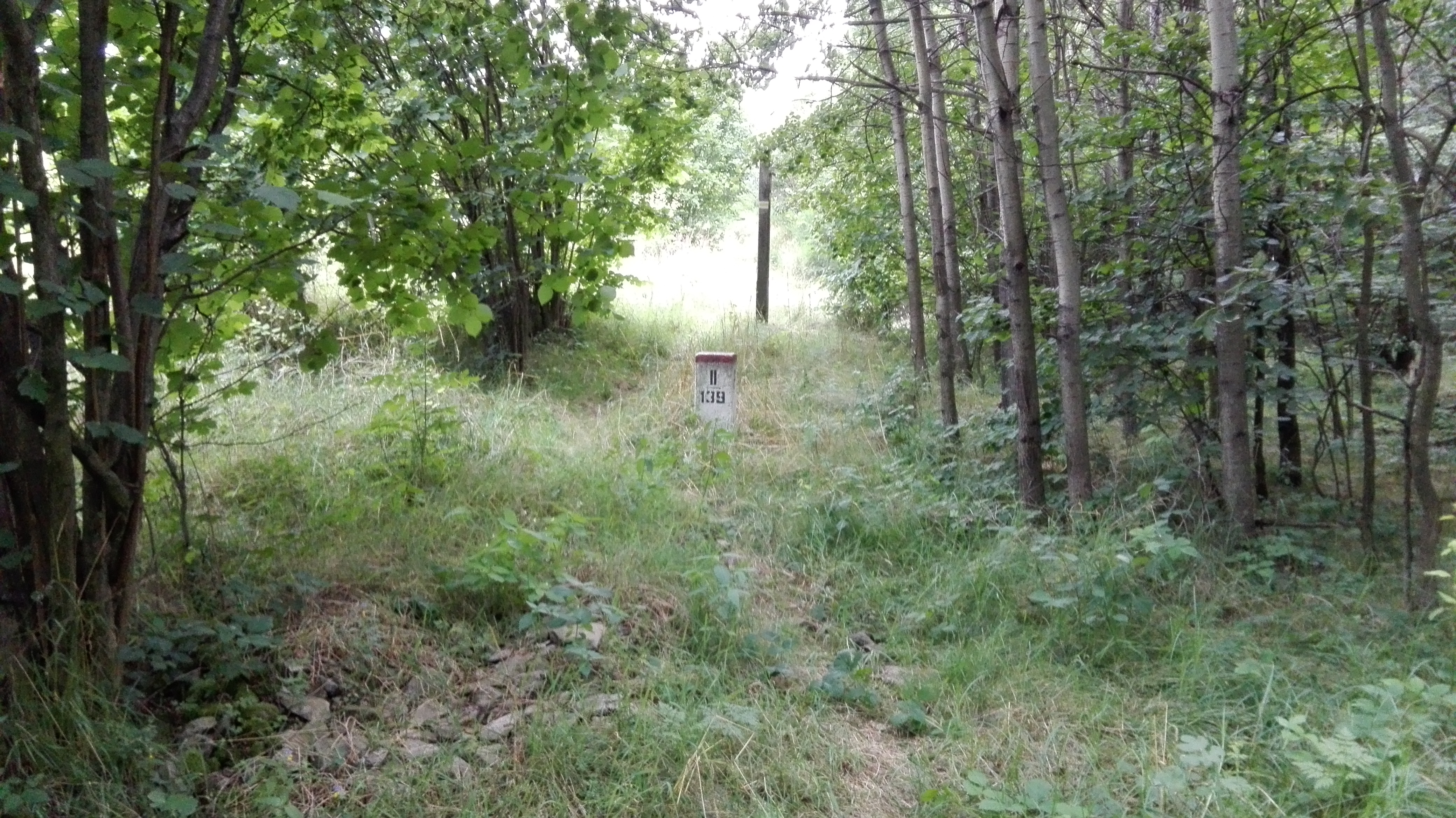
Granica polsko-czeska, znak gran. nr II/139, rej. Dębowca (lipiec 2016)

Zarządzeniem Dowódcy Wojsk Ochrony Pogranicza Nr 035/Org. z 31 lipca 1989, 1 listopada 1989 została odtworzona jako Strażnica WOP Lądowa kadrowa kat. II w Trzebini (na czas „P” kadrowa) i podporządkowana bezpośrednio pod sztab Górnośląskiej Brygady WOP w Gliwicach, przejmując pod ochronę część odcinka granicy państwowej rozformowanych strażnic WOP w Krzyżkowicach i Pokrzywnej. Tak funkcjonowała do 15 maja 1991.
Straż Graniczna:

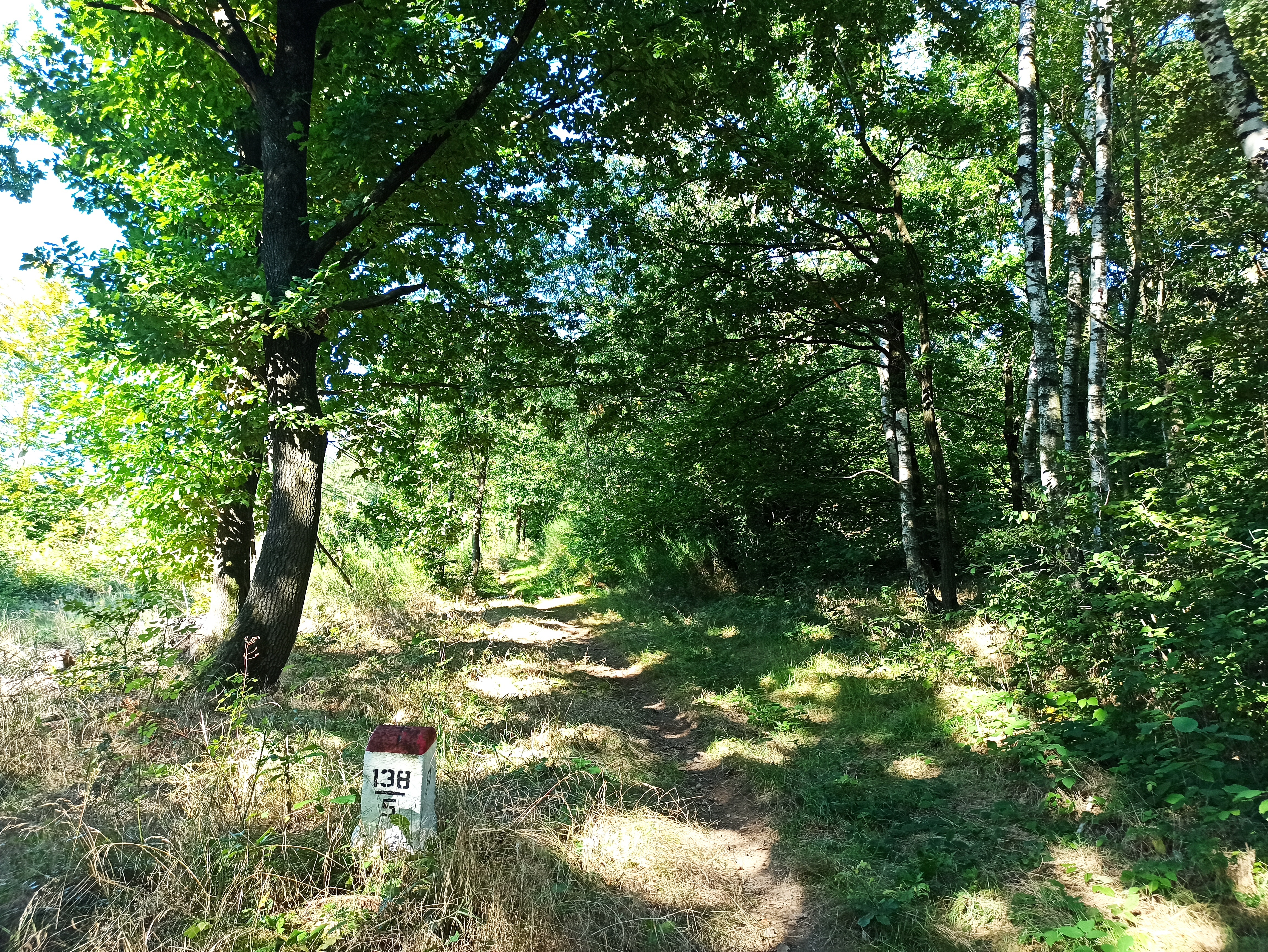
Granica polsko-czeska, znak gran. nr 138/5, rej. Wróblika (wrzesień 2020)

16 maja 1991 strażnica została włączona w struktury Śląskiego Oddziału Straży Granicznej w Raciborzu (ŚlOSG) i przyjęła nazwę Strażnica Straży Granicznej w Trzebinie kategorii II (Strażnica SG w Trzebinie).
W 2000 rozpoczęła się reorganizacja struktur Straży Granicznej związana z przygotowaniem Polski do wstąpienia do Unii Europejskiej i przystąpieniem do Traktatu z Schengen. Podczas restrukturyzacji wprowadzono kompleksową ochronę granicy już na najniższym szczeblu organizacyjnym tj. strażnica i graniczna placówka kontrolna. Wprowadzona całościowa ochrona granicy zniosła podział na graniczne jednostki organizacyjne ochraniające tylko tzw. „zieloną granicę” i prowadzące tylko kontrole ruchu granicznego. W wyniku tego, 2 stycznia 2003 nastąpiło zniesie strażnicy SG w Trzebinie. Ochraniany przez strażnicę odcinek granicy wraz z obsadą etatową, przejęła Graniczna Placówka Kontrolna Straży Granicznej w Głuchołazach kategorii II (GPK SG w Głuchołazach) wraz z obiektem, który wykorzystywany był dla dodatkowej służby dyżurnej GPK SG w Głuchołazach i funkcjonariuszy pełniących służbę w przejściu granicznym Trzebina-Bartultovice. Następnie budynki zostały przekazane gminie i zaadaptowane na mieszkania.

## Ochrona granicy
W 1960 6 strażnica WOP Trzebinia III kategorii: ochraniała odcinek granicy państwowej o długości 10516 m
- Włącznie od znaku granicznego nr 130/34, wyłącznie do znaku gran. nr 139/5 .

W okresie 1 listopada 1989–15 maja 1991 Strażnica WOP Lądowa kadrowa kat. II w Trzebini ochraniała odcinek granicy państwowej:
- Włącznie od znaku gran. nr IV/126, wyłącznie do znaku gran. nr 140/13 (linia kolejowa nr 343).
- W okresie zimowym pas śnieżny sprawdzany był na korzyść:

1. Strażnicy w Pomorzowicach do znaku gran. nr 125/17.
2. Strażnicy w Konradowie do znaku gran. nr 140/14.

- Główny wysiłek w ochronie granicy skupiała od znaku gran. nr 134/8 do znaku gran. nr IV/136 w głębi miejscowość Trzebina.
- Współdziałała w zabezpieczeniu granicy państwowej z:
  - Strażnice WOP w: Pomorzowicach i Konradowie
  - Sekcja Zwiadu WOP w Prudniku
  - Rejonowy Urząd Spraw Wewnętrznych w Prudniku
- W ochronie granicy dowódca strażnicy ściśle współpracował ze swoimi odpowiednikami tj. naczelnikami placówek OSH (Ochrana Statnich Hranic) CSRS:
  - OSH Osoblaha – wspólnie ochraniała odcinek granicy państwowej od znaku gran. nr IV/126, do znaku gran. nr 132/16 (mjr Jaroslav Mihal)
  - OSH Jindřichov – wspólnie ochraniała odcinek granicy państwowej od znaku gran. nr 132/16, do znaku gran. nr 140/13.

Straż Graniczna:
W okresie 16 maja 1991–31 października 1998, Strażnica SG w Trzebinie ochraniała odcinek granicy państwowej:
- Włącznie znak gran. nr II/126 , wyłącznie znak gran. nr 140/13  (linia kolejowa nr 343).
- W okresie zimowym pas śnieżny sprawdzany był na korzyść:

1. Strażnicy SG w Pomorzowicach do znaku gran. nr 125/17 .
2. Strażnicy SG w Konradowie, (w latach 1994–marzec 2001 Strażnicy SG w Pokrzywnej), do znaku gran. nr 140/14 .

- Główny wysiłek w służbie skupiała od znaku gran. nr 134/8, do znaku gran. nr II/136 w głębi Trzebina.
- Odcinek zagrożony był od znaku gran. nr 127/20, do znaku gran. nr 129/5 w głębi Krzyżkowice–Dytmarów.

19 lutego 1996 na odcinku strażnicy zostało uruchomione przejście graniczne małego ruchu granicznego (mrg), w którym kontrolę graniczną i celną osób, towarów oraz środków transportu wykonywała załoga strażnicy:
- Trzebina-Bartultovice.

14 listopada 1998 odcinek strażnicy został wydłużony po przejęciu części odcinka granicy, po rozformowanej Strażnicy SG w Pomorzowicach, tj. od znaku gran. nr II/126, włącznie do znaku gran. nr 120/22.
W okresie 1 listopada 1998–31 stycznia 2001, Strażnica SG w Trzebinie ochraniała odcinek granicy państwowej:
- Włącznie znak gran. nr 120/22, wyłącznie znak gran. nr 140/13 (tj. linia kolejowa nr 343).
- Główny wysiłek w służbie skupiała od znaku gran. nr 134/8, do znaku gran. nr II/136  w głębi Trzebina.
- W okresie zimowym pas śnieżny sprawdzany był na korzyść:

1. Strażnicy SG w Krasnym Polu do znaku gran. nr 120/21.
2. Strażnicy SG w Pokrzywnej do znaku gran. nr 140/14.

1 lutego 2001 odcinek strażnicy został skrócony po przekazaniu części odcinka granicy, odtworzonej strażnicy SG w Pomorzowicach, tj. od znaku gran. nr 120/22, włącznie do znaku gran. nr II/126.
W okresie 1 lutego 2001–1 stycznia 2003, Strażnica SG w Trzebinie ochraniała odcinek granicy państwowej:
- Włącznie znak gran. nr II/126, wyłącznie znak gran. nr 140/13 (linia kolejowa nr 343).
- Terytorialny zasięg działania komendanta Strażnicy SG w Trzebinie obejmował gminy: Prudnik, Lubrza, Biała, Strzeleczki, Krapkowice.
- Linia rozgraniczenia z:

1. Strażnicą Straży Granicznej w Pomorzowicach: włącznie znak gran. nr II/126, dalej granicą gmin: Prudnik, Lubrza, Biała, Strzeleczki, Krapkowice oraz Głogówek, Krapkowice i Walce.
2. Strażnicą Straży Granicznej w Konradowie wyłącznie od znak gran. nr 140/13, dalej granicą gmin: Głuchołazy, Nysa, Korfantów oraz Prudnik i Biała.

- W okresie zimowym pas śnieżny sprawdzany był na korzyść:

1. Strażnicy SG w Pomorzowicach do znaku gran. nr 125/17.
2. Strażnicy SG w Konradowie do znaku gran. nr 140/14.

- Główny wysiłek w służbie skupiała od znaku gran. nr 134/8, do znaku gran. nr II/136 w głębi Trzebina.
- Odcinek zagrożony był od znaku gran. nr 127/20, do znaku gran. nr 129/5 w głębi Krzyżkowice–Dytmarów.
- Funkcjonariusze strażnicy SG w Trzebinie pełniąc służbę graniczną w rej. linii rozgraniczenia ze:

1. Strażnicą SG w Pomorzowicach: prowadzili rozpoznanie wzdłuż drogi z Laskowic w kierunku zn. gran. nr II/126, na korzyść sąsiada od zn. gran. nr II/126 w kierunku Racławic Śląskich, zwracając uwagę na pola orne przyległe do granicy państwowej.
2. Strażnicą SG w Konradowie: prowadzili rozpoznanie wzdłuż drogi z Wieszczyny, w kierunku zn. gran. nr 140/13, na korzyść sąsiada od zn. gran. nr 140/13 w kierunku Pokrzywnej, zwracając uwagę na pola orne przyległe do granicy państwowej i linię kolejową tranzytu czeskiego.

- Współdziałała w zabezpieczeniu granicy państwowej z:
  - Strażnice SG w: Pomorzowicach i Konradowie
  - Dowódca plutonu odwodowego specjalnego w Raciborzu
  - Komenda Powiatowa Policji w Prudniku
  - Komenda Powiatowa Policji w Krapkowicach
  - Komenda Powiatowa Państwowej Straży Pożarnej w Prudniku[h]
  - Nadleśnictwo Prudnik
  - Starostwo powiatowe w Prudniku
  - Placówki po stronie czeskiej cizinecké policie RCPP:
    - Osoblaha  – wspólnie ochraniała odcinek granicy państwowej od zn. gran. nr II/126 do zn. gran. nr 132/16. Główny wysiłek w służbie granicy skupiała na kierunkach: Slezské Pavlovice–Dytmarów, Rylovka–Krzyżkowice (naczelnicy referatu: mjr Jaroslav Mihal, kpt. Libor Chamrad)
    - Jindřichov – wspólnie ochraniała odcinek granicy państwowej od zn. gran. nr 132/16 do zn. gran. nr 140/13. Główny wysiłek w służbie skupiała na kierunkach: Vysoká–Trzebina, Jindřichov–Pokrzywna (naczelnicy referatu: ppłk Binar, kpt. Karol Palica).

15 lutego 2002 na odcinku strażnicy zostało uruchomione drogowe przejście graniczne, w którym kontrolę graniczną osób, towarów i środków transportu przejęła Graniczna Placówka Kontrolna Straży Granicznej w Głuchołazach (GPK SG w Głuchołazach:
- Trzebina-Bartultovice.

## Wydarzenia
- 1956 – koniec czerwca, początek lipca, w okresie tzw. „wypadków poznańskich”, przy linii granicznej i w strefie działania, odnajdywano pakunki zawierające ulotki z tzw. „bibułą”, przytwierdzone do balonów leżących na ziemi[13]. W związku z masowością zjawiska, żołnierze otrzymali zezwolenie na użycie broni, celem zestrzelenia nisko przelatujących balonów (nawet jeśli znajdowały się na terytorium czechosłowackim, ale w zasięgu ognia – to samo czynili pogranicznicy czechosłowaccy)[14].
- 1970 – maj, w wypadku komunikacyjnym na motocyklu, w czasie wykonywania obowiązków służbowych w Nowej Wsi, zginął zastępca d-cy strażnicy ppor. Paweł Janion[15].
- 1976 – wycofano ostatecznie z granicy rowery, zastępując je motocyklami małolitrażowymi; WSK-175 dla kadry i WSK-125 dla żołnierzy służby zasadniczej (5–13 motocykli w zależności od obsady i na jakiej granicy). Wyposażone w łączność radiową motocykle stały się podstawowym środkiem transportu w służbie patrolowej i rozpoznawczej[16].

Straż Graniczna:
- 1993 – strażnica otrzymała na wyposażenie samochód osobowo-terenowy Land Rover Defender I 110 w zamian za UAZ 469 i motocykle Honda xl 125s w zamian za WSK 125.
- 1995 – wrzesień, do obiektu strażnicy została przeniesiona z Prudnika: Grupa Dochodzeniowo-Śledcza Wydziału Dochodzeniowo-Śledczego (WD-Ś) ŚlOSG (kpt. SG/mjr SG Sergiusz Hadrych – kierownik, sierż. SG Stanisław Narwid, st. szer. SG Waldemar Bednarowicz), Grupa Operacyjno-Rozpoznawcza Prudnik (GO-R Prudnik) Wydziału Ochrony Granicy Państwowej (WOGP) ŚlOSG i oficer kierunkowy sekcji granicznej Wydziału Ochrony Granicy Państwowej (WOGP) ŚlOSG mjr SG Włodzimierz Karsznia.
- 2000 – 29 marca oficer kierunkowy sekcji granicznej WOGP ŚlOSG mjr SG Włodzimierz Karsznia, został przeniesiony do wykonywania obowiązków służbowych w komendzie oddziału w Raciborzu[i].
- 2001 – marzec, w skład załogi strażnicy weszli funkcjonariusze z rozformowanej strażnicy SG w Pokrzywnej: st. chor. SG Krzysztof Stasiak (starszy strażnik graniczny), chor. SG Sławomir Sikora (starszy strażnik graniczny), plut. SG Grzegorz Kloc (strażnik graniczny).
- 2001 – została rozwiązana Grupa Dochodzeniowo-Śledcza ŚlOSG i Grupa Operacyjno-Rozpoznawcza Prudnik, a funkcjonariusze zostali włączeni w struktury strażnicy.
- 2002 – do obiektu strażnicy zostali przeniesieni, a następnie włączeni do obsady etatowej, funkcjonariusze rozwiązanych grup operacyjno-rozpoznawczych (GO-R): Nysa i GPK SG w Głuchołazach.
- 2002 – I kwartał, na wspólnie ochranianym odcinku z RCPP Jindřichov stwierdzono: 1 przypadek przekroczenia granicy wbrew przepisom (pgwp) z Polski do Czech i z powrotem przez 1 osobę narodowości czeskiej.
- 2002 – III kwartał, na wspólnie ochranianym odcinku z RCPP Osoblaha stwierdzono: 2 przypadki pgwp z Polski do Czech przez 3 ob. Czech oraz 1 przypadek z Polski do Czech i z powrotem przez 1 ob. Polski. Z RCPP Jindrichov stwierdzono: 1 przypadek pgwp z Czech do Polski przez 1 ob. Czech szybowcem (stracił orientację w chmurach) i 1 przypadek pgwp z Polski do Czech przez 1 ob. Polski.

## Strażnice sąsiednie
- 221 strażnica WOP Dytmarów ⇔ 223 strażnica WOP Zwierzynie – 1946
- 221 strażnica WOP Dytmarów ⇔ 222a strażnica WOP Pokrzywna – po 1946
- 221 strażnica OP Dytmarów ⇔ 222a strażnica OP Pokrzywna – 1949
- 229 strażnica WOP Dytmarów ⇔ 231 strażnica WOP Pokrzywna – 15.03.1954
- 19 strażnica WOP Dytmarów II kat. ⇔ 21 strażnica WOP Pokrzywna II kat. – 1956
- 7 strażnica WOP Dytmarów III kat. ⇔ 5 strażnica WOP Pokrzywna III kat. – 1.01.1960
- 8 strażnica WOP Krzyżkowice lądowa IV kat. ⇔ 6 strażnica WOP Pokrzywna lądowa III kat. – 1.01.1964
- Strażnica WOP Krzyżkowice, Strażnica WOP Pokrzywna – do 1976
- Strażnica WOP Lądowa kadrowa kat. II w Pomorzowicach ⇔ Strażnica WOP Lądowa kadrowa kat. I w Konradowie – 1.11.1989–15.05.1991

Straż Graniczna:
- Strażnica SG Pomorzowicach ⇔ Strażnica SG w Konradowie – 16.05.1991–1994
- Strażnica SG Pomorzowicach ⇔ Strażnica SG w Pokrzywnej – 1994–31.10.1998
- Strażnica SG w Krasnym Polu ⇔ Strażnica SG w Pokrzywnej – 1.11.1998–31.01.2001
- Strażnica SG Pomorzowicach ⇔ Strażnica SG w Pokrzywnej – 1.02.2001–03.2001
- Strażnica SG Pomorzowicach ⇔ Strażnica SG w Konradowie – 03.2001–01.01.2003.

## Komendanci/dowódcy strażnicy
- kpt. Jan Moskaluk (był w 1947)
- Jan Dąbrowiecki (1.01.1949–31.12.1950)[j][17]
- chor. Henryk Nawrocki (15.03.1953–4.04.1954)[18]
- ppor. Edward Karpiuk[19] (był w 1956?)
- kpt. Jerzy Głuszczyński[20] (był w 1956)
- por. Stanisław Malarz (był koniec lat 50.)[21]
- kpt. Stanisław Jędrusiak (był 31.12.1964–1970)
- por. Zbigniew Stankiewicz p.o.[k]
- kpt. Zygmunt Zieliński[22] (był w 1974)
- kpt. Zygmunt Zalewski (był w 1976) – do rozformowania
- por. Czesław Ziubrzyński[19] (1.11.1989–2.12.1990)[l]
- kpt. Józef Kulak[23] (3.12.1990–1.04.1991[m])

Komendanci strażnicy SG:
- kpt. SG/mjr SG Józef Kulak (2.04.1991–30.11.1998)[n]
- kpt. SG/mjr SG Krzysztof Kędzior (1.12.1998–31.07.2001)[o]
- mjr SG Włodzimierz Karsznia (1.08.2001[p]–1.02.2003[q]) – do rozformowania[r] .

## Znaki i urządzenia graniczne

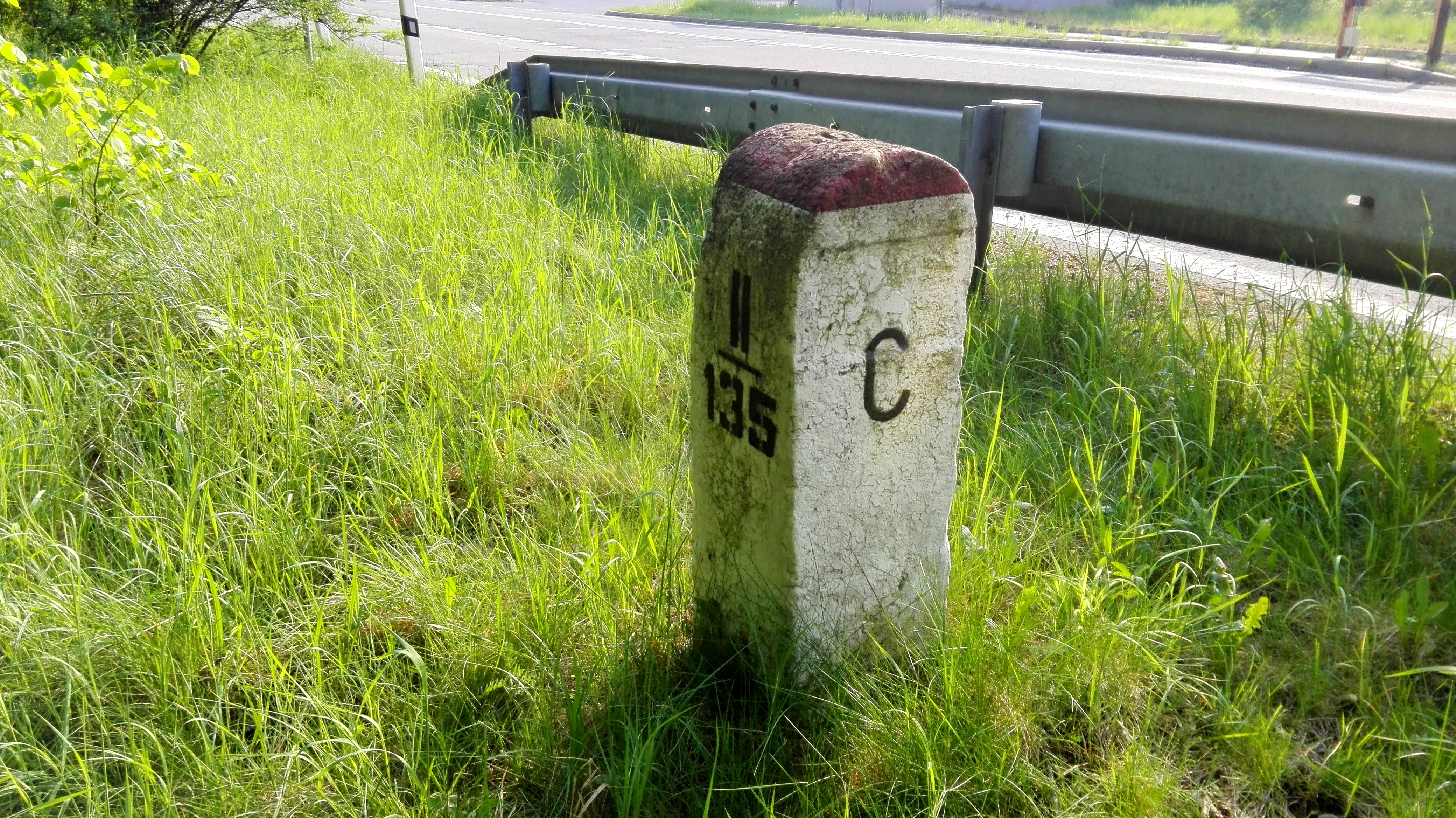
Granica polsko-czeska, znak gran. nr II/135, Trzebina (maj 2018)

Stan z 1 lutego 2001–1 stycznia 2003

### Znaki graniczne
- Znaki graniczne – 354 szt.
  - Znaki główne – 15 szt.
  - Znaki pomocnicze – 339
    - Podwójne z oznaczeniem a i b – 16 szt.
    - Potrójne z oznaczeniem a, b i c – 3 szt.

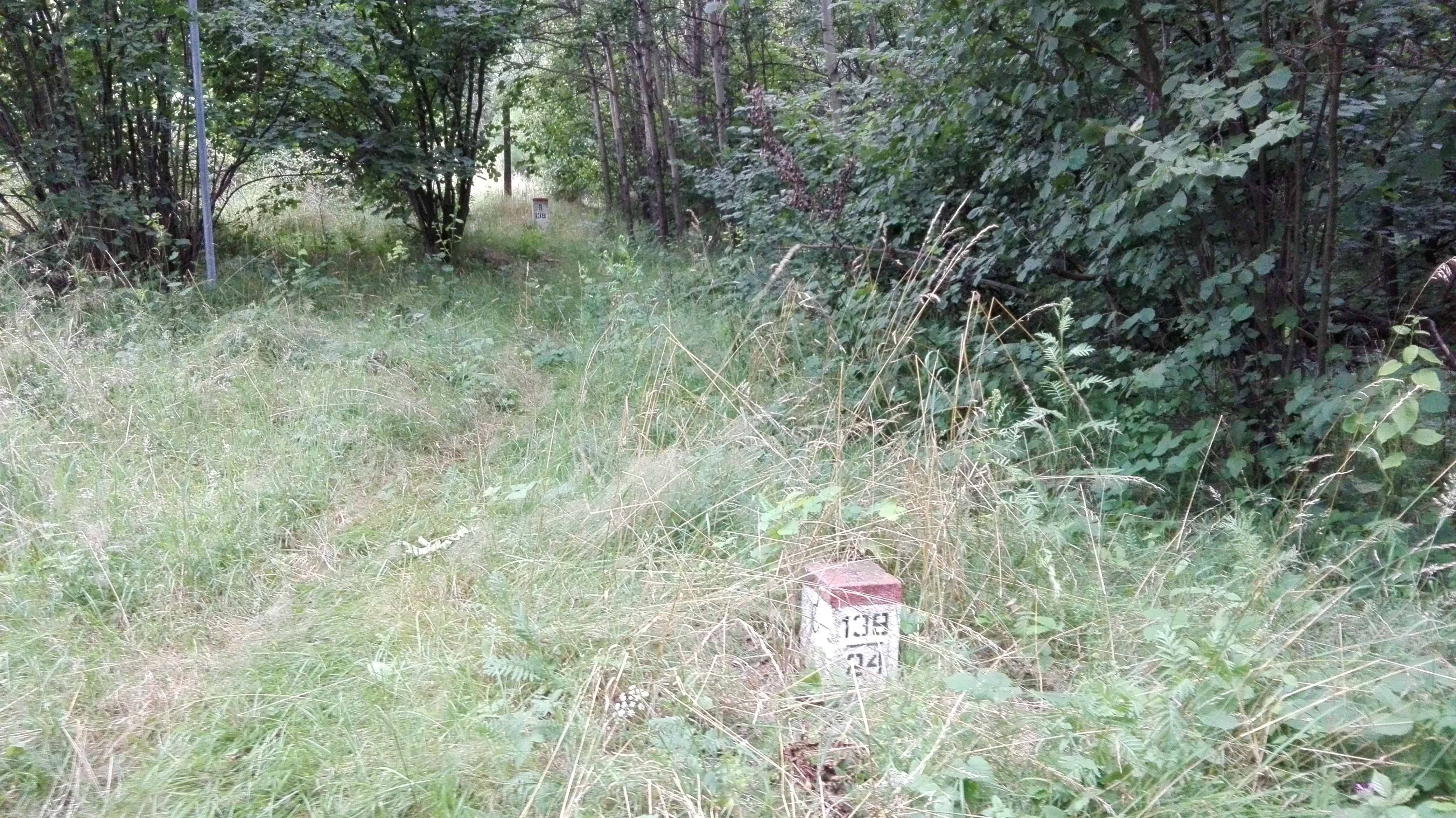
Granica polsko-czeska, znak gran. nr 138/24, rej. Dębowca (lipiec 2016)

### Tablice informacyjne
- GRANICA PAŃSTWA PRZEKRACZANIE ZABRONIONE – 53 szt.

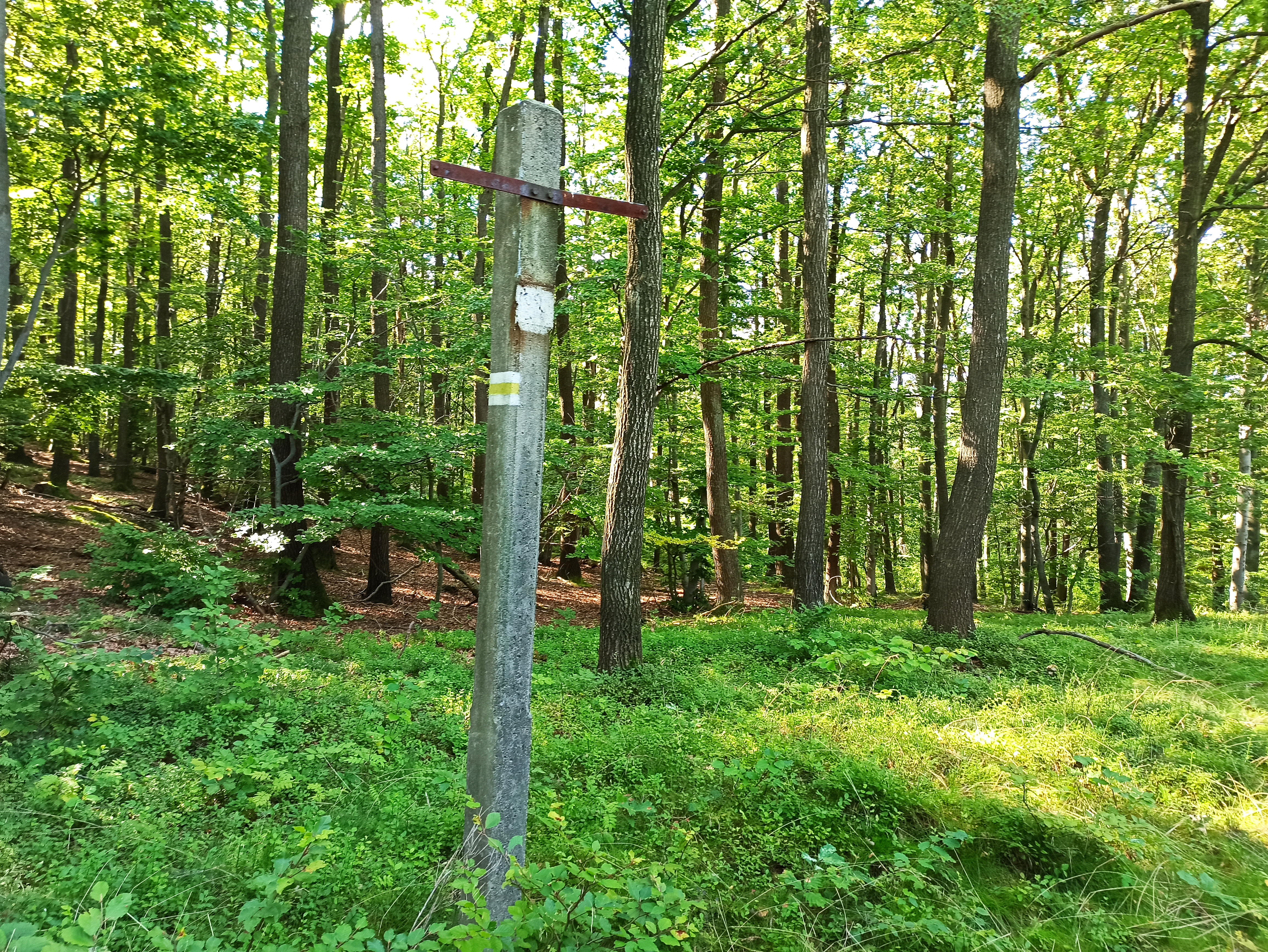
Słup po tablicy nr 082 GRANICA PAŃSTWA PRZEKRACZANIE ZABRONIONE w rej. znaku gran. nr 139/9 (wrzesień 2020)

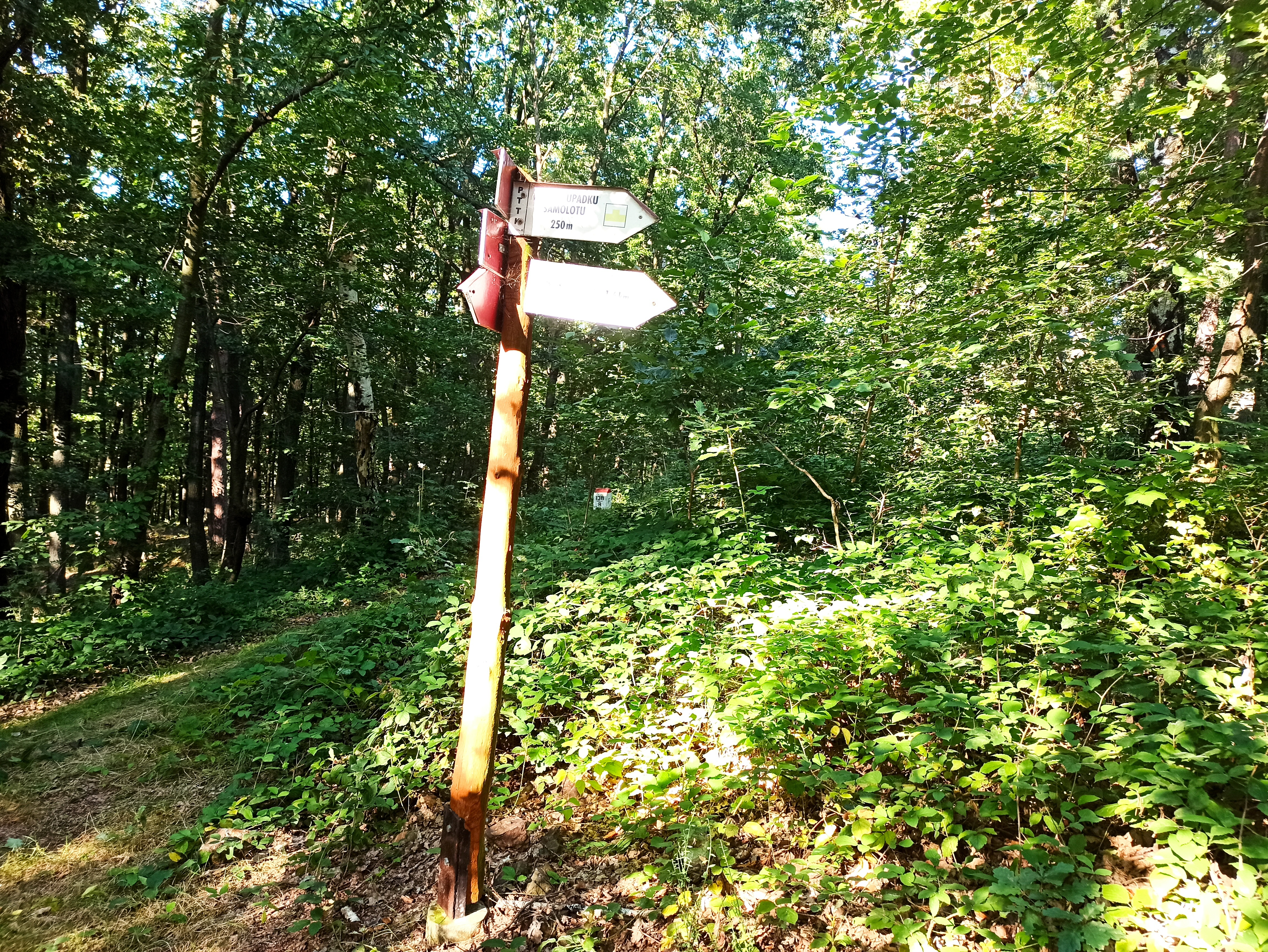
Słup po tablicy PAS DROGI GRANICZNEJ WEJŚCIE ZABRONIONE, obecnie oznaczenie szlaku turystycznego w rej. znaku gran. nr 138/8 (wrzesień 2020)

- - rejony znaków gran. nr: II/126 – 461, 126/4 – 462, 126/7 – 463, 126/9 – 464, 126/11 – 465, 126/13 – 466, 126/17 – 467, 126/19 – 468, II/127 – 469, 127/2 – 470, 127/9 – 471, 127/16 – 472, 127/22 – 473, II/128 – 474, 128/5a – 475, 128/13 – 476, 128/28 – 477, 129/13a – 478, 129/18 – 479, 130/6 – 480, 130/19 – 481, 130/23 – 482, 130/27 – 483, 130/34 – 484, 131/11 – 485, 131/16 – 486, 132/5 – 487, 132/16 – 488, 133/1 – 489, 133/12 – 490, 133/21 – 491, 134/4 – 492, 134/7 – 493, 134/10 – 494, 134/14 – 495, 135/7 – 496, 136/2 – 497, 136/3 – 498, 136/11 – 499, 137/5 – 500, 137/10 – 501, 138/3 – 502, 138/8 – 503, 138/16 – 504, 138/21 – 505, II/139 – b/n, 139/3 – 061, 139/9 – 082, 139/18 – b/n, 139/20 – b/n, 139/23 – b/n, 140/1 – b/n, 140/2 – b/n.
- RZECZPOSPOLITA POLSKA – 2 szt.
  - rejony znaków gran. nr: 127/24 i II/129.
- PAS DROGI GRANICZNEJ WEJŚCIE ZABRONIONE – 17 szt.

- - rejony znaków gran. nr: II/126, 126/16, 127/2, 127/5, 127/8, 127/22, 130/16, 130/31, 131/5, 131/14, 132/16, 133/21, 134/6, 135/7, 136/3, 138/8, II/139.
- STREFA NADGRANICZNA – 6 szt.
  - przy drogach: Otmęt–Malnia, Zimnice Wielkie–Dąbrówka Górna, Otmęt–Gogolin, Otmęt–Obrowiec, Zimnice Wielkie–Opole i w Dzikowie.

### Urządzenia graniczne
- Zapory metalowe – 14 szt.

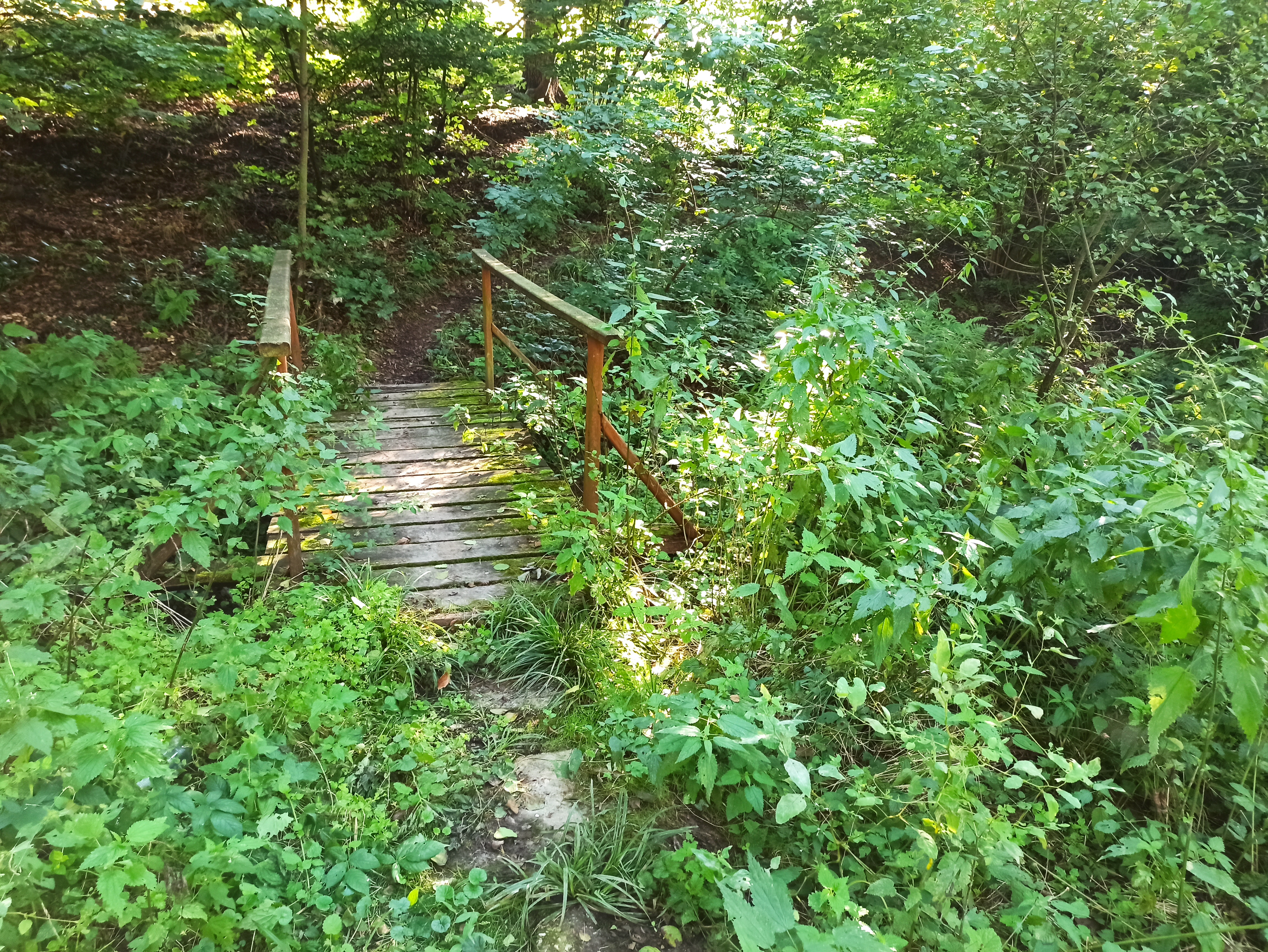
Kładka drewniana na Granicznym Potoku (dopływ Trzebinki) w rej. znaku gran. nr 138/16 wykorzystywana jako ścieżka obchodowa przy patrolowaniu ochranianego odcinka granicy państwowej (wrzesień 2020)

  - rejony znaków gran. nr: II/126, 127/2, 127/5, 127/8, 127/22, 127/24a, II/129, 132/16, 137/5, II/138, 138/8, II/139, 139/3, II/140.
- Rowy zabezpieczające przed pgwp pojazdami – 9 szt.
  - rejony znaków gran. nr: 127/20–127/24a długość – 500 m, 128/3 długość – 20 m, 133/21 długość – 40 m, II/128 długość – 10 m, 132/16 długość – 5 m, 137/5 długość – 5 m, 138/8 długość – 6 m, II/139 długość – 6 m, II/140 długość – 5 m.
- Urządzenia inżynieryjne wykorzystywane jako ścieżki obchodowe przy patrolowaniu ochranianego odcinka granicy – 5 szt.
  - rejony znaków gran. nr : II/128 most metalowy na rzece Prudnik długość – 12 m, 128/4a kładka na cieku długość – 3 m, 134/15a kładka na cieku długość – 6 m, II/137 przepust betonowy długość – 3 m i II/138/16 przepust betonowy długość – 3 m.
- Znaki drogowe Zakaz wjazdu – B-1 – 11 szt.
  - przy drogach prowadzących do znaków gran. nr: II/126, II/127, 127/5, 127/18, 127/22, 127/24, II/136, 137/5, II/138, 138/8, II/139.

## Obsada personalna
| Obsada personalna 16 maja 1991                   | Obsada personalna 16 maja 1991             |
| Stanowisko                                       | Stopień, imię i nazwisko                   |
| ------------------------------------------------ | ------------------------------------------ |
| komendant strażnicy                              | kpt. SG Józef Kulak                        |
| zastępca komendanta strażnicy                    | ppor. SG Krzysztof Kędzior                 |
| starszy strażnik graniczny–szef strażnicy        | chor. sztab. SG Leszek Lewandowski         |
| starszy strażnik graniczny–technik łączności     | mł. chor. SG Krzysztof Wojewoda            |
| starszy strażnik graniczny                       | chor. sztab. SG Marek Powirski             |
| starszy strażnik graniczny                       | chor. SG Tadeusz Rogowski                  |
| starszy strażnik graniczny                       | chor. SG Janusz Bazydło                    |
| starszy strażnik graniczny                       | mł. chor. SG Tadeusz Pruchniewski          |
| starszy strażnik graniczny                       | sierż. SG Stanisław Leśniak                |
| strażnik graniczny                               | kpr. SG Józef Urbański                     |
| strażnik graniczny                               | kpr. SG Mirosław Ciesielka                 |
| strażnik graniczny                               | st. szer. SG Andrzej Olesiejko             |
| strażnik graniczny                               | st. szer. SG Piotr Podrazik                |
| strażnik graniczny                               | st. szer. SG Mirosław Tomala               |
| strażnik graniczny–mechanik kierowca             | st. szer. SG Krzysztof Orzech              |
| strażnik graniczny–mechanik kierowca             | st. szer. SG Aleksander Kucharski          |
| Pracownik cywilny                                |                                            |
| sprzątaczka                                      | Zdzisława Kucharska                        |
| Obsada personalna 1 stycznia 2003                |                                            |
| Stanowisko                                       | Stopień, imię i nazwisko                   |
| komendant strażnicy                              | mjr SG Włodzimierz Karsznia                |
| specjalista                                      | por. SG Krzysztof Kopczyński               |
| starszy strażnik graniczny–szef strażnicy        | st. chor. sztab. SG Kazimierz Obrzut       |
| starszy strażnik graniczny–technik łączności     | chor. SG Krzysztof Wojewoda                |
| starszy strażnik graniczny–przewodnik psa        | st. chor. sztab. SG Mirosław Tomala        |
| starszy strażnik graniczny–przewodnik psa        | chor. SG Maciej Szablowski                 |
| starszy strażnik graniczny–przewodnik psa        | mł. chor. SG Paweł Gołowkin                |
| starszy strażnik graniczny                       | mł. chor. sztab. SG Tadeusz Pruchniewski   |
| starszy strażnik graniczny                       | st. chor. SG Krzysztof Stasiak             |
| starszy strażnik graniczny                       | mł. chor. SG Jerzy Budzyn                  |
| starszy strażnik graniczny                       | mł. chor. SG Sławomir Sikora               |
| strażnik graniczny                               | st. sierż. sztab. SG Stanisław Narwid      |
| strażnik graniczny                               | st. sierż. sztab. SG Piotr Podrazik        |
| strażnik graniczny                               | st. plut. SG Dariusz Lisowski              |
| strażnik graniczny                               | plut. SG Grzegorz Kloc                     |
| strażnik graniczny                               | st. kpr. SG Krzysztof Kilarski             |
| strażnik graniczny                               | kpr. SG Artur Karaś                        |
| strażnik graniczny                               | kpr. SG Mariusz Mączka                     |
| strażnik graniczny                               | st. szer. SG Janusz Gołowkin               |
| strażnik graniczny                               | szer. SG Przemysław Tokarz                 |
| strażnik graniczny                               | szer. SG Damian Leśniak                    |
| strażnik graniczny–kierowca mechanik             | st. plut. SG Krzysztof Orzech              |
| Grupa Operacyjno-Śledcza                         |                                            |
| zastępca komendanta strażnicy–kierownik GO-Ś     | kpt. SG Dariusz Szczepkowski               |
| starszy specjalista                              | kpt. SG Wojciech Faber                     |
| specjalista                                      | kpt. SG Marek Petroniec                    |
| specjalista                                      | por. SG Maciej Wojtczak                    |
| specjalista                                      | ppor. SG Bogumił Czajka                    |
| specjalista                                      | ppor. SG Rajmund Romanowski                |
| starszy strażnik graniczy–technik kryminalistyki | mł. chor. SG Katarzyna Galla–Bednarkiewicz |
| starszy strażnik graniczy–technik kryminalistyki | mł. chor. SG Waldemar Bednarowicz          |
| starszy strażnik graniczy–technik kryminalistyki | st. kpr. SG Tomasz Olajossy                |
| Pracownicy cywilni                               |                                            |
| maszynistka                                      | Alicja Bujas                               |
| sprzątaczka                                      | Zdzisława Kucharska                        |
| konserwator                                      | Ryszard Krowicki                           |
| kierowca                                         | Władysław Żądło                            |

## Wyposażenie i uzbrojenie

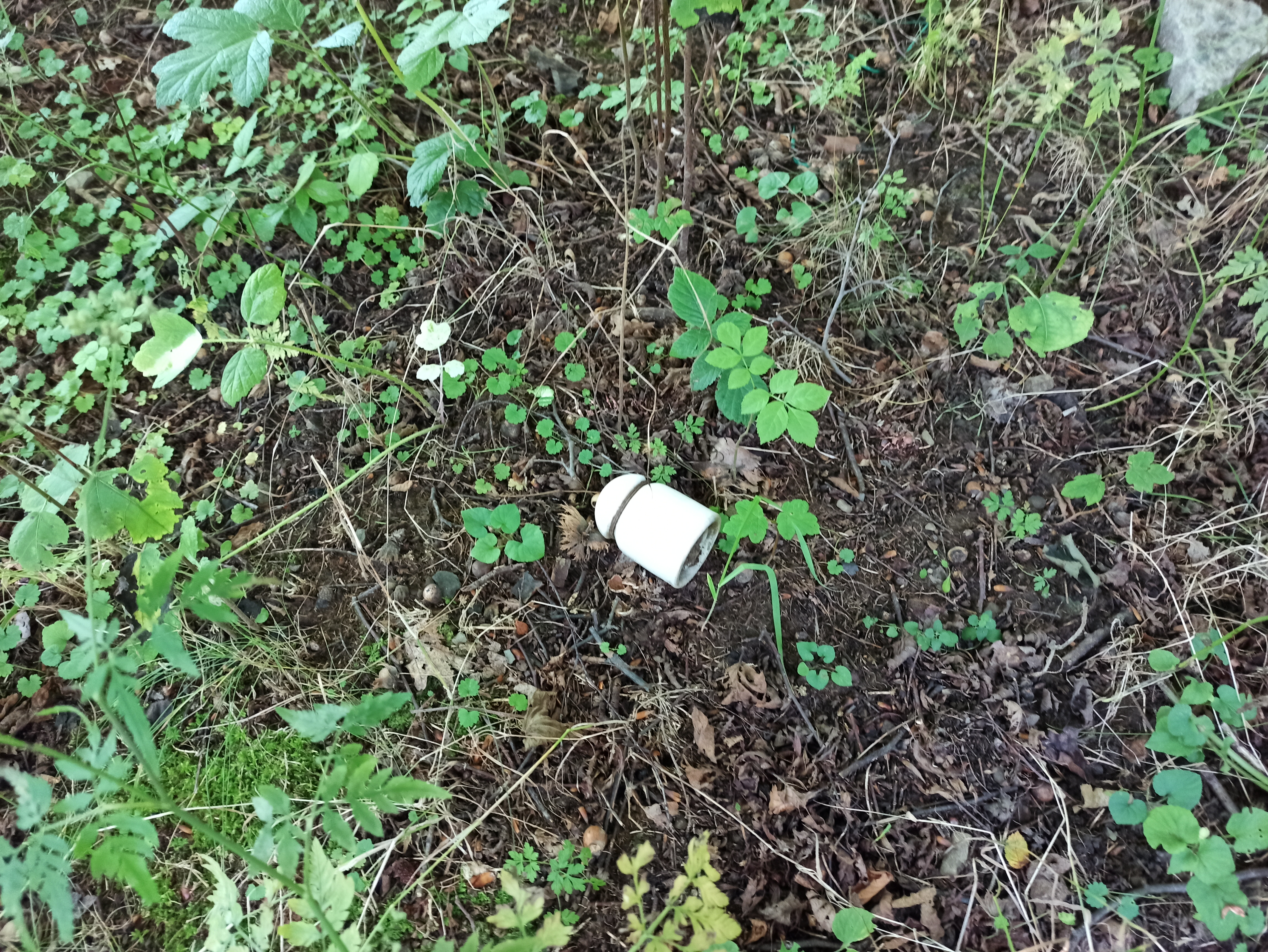
Izolator porcelanowy w rej. znaku gran. nr II/139, pozostałość po dawnej linii napowietrznej WOP biegnącej wzdłuż granicy państwowej (wrzesień 2020)

| Wyposażenie i uzbrojenie strażnicy SG w Trzebinie 1 stycznia 2003 | Wyposażenie i uzbrojenie strażnicy SG w Trzebinie 1 stycznia 2003 |
| Sprzęt                                                            | ilość                                                             |
| ----------------------------------------------------------------- | ----------------------------------------------------------------- |
| Samochód terenowy Land Rover Defender I 110 I (5-drzwiowy)        | 1 szt.                                                            |
| Samochód terenowy Land Rover Defender I 90 I (3-drzwiowy)         | 1 szt.                                                            |
| Samochód osobowy Volkswagen Golf III 1.6 (5-drzwiowy)             | 1 szt.                                                            |
| Samochód osobowy FSO Polonez                                      | 1 szt.                                                            |
| Motocykl Honda xl 125s                                            | 10 szt.                                                           |
| Quad 4x4 Honda TRX                                                | 1 szt.                                                            |
| Skuter śnieżny Skandic                                            | 1 szt.                                                            |
| Radiotelefon stacjonarny Motorola                                 | 1 szt.                                                            |
| Radiotelefon samochodowy Motorola                                 | 4 szt.                                                            |
| Radiotelefon nasobny Motorola                                     |                                                                   |
| Pistolet P-83                                                     | cały stan                                                         |
| Pistolet maszynowy PM-84 Glauberyt                                |                                                                   |
| Pistolet sygnałowy wz. 78                                         |                                                                   |
| Pies służbowy: patrolowo-obronny, tropiący, specjalny od m-w      | 3 szt.                                                            |
| Ręczny miotacz gazu (RMG)                                         |                                                                   |
| Kajdanki                                                          |                                                                   |
| Prowadnica dla nieletnich                                         | 1 szt.                                                            |
| Kolczatka drogowa                                                 | 1 szt.                                                            |
| Kaftan bezpieczeństwa                                             | 1 szt.                                                            |
| Lornetka 7 x 45                                                   |                                                                   |
| Monokl noktowizyjny                                               |                                                                   |
| Latarka sygnałowa                                                 |                                                                   |
| Tarczka STOP                                                      |                                                                   |
| Kamizelka kuloodporna                                             |                                                                   |
| Kamizelka odblaskowa                                              |                                                                   |